# Họ Quyết lá thông
Họ Quyết lá thông (danh pháp khoa học: Psilotaceae) là một họ thực vật tương tự như dương xỉ (họ duy nhất thuộc bộ Psilotales), chỉ bao gồm 2 chi, Psilotum (quyết lá thông, lõa tùng) và Tmesipteris (quyết mai khê). Hai chi này rất khác biệt và trong quá khứ chi Tmesipteris đã từng được đặt trong họ riêng của nó là Tmesipteridaceae, nhưng phần lớn các phân loại vẫn tiếp tục coi nó thuộc về họ Psilotaceae. Các mối quan hệ của họ Psilotaceae vẫn chưa rõ ràng, một phần là do các loài cây này không có rễ hay lá thật sự, nhưng các nghiên cứu hệ thống hóa gần đây ở mức độ phân tử gợi ý chúng có quan hệ họ hàng gần với họ Ophioglossaceae.
Chi thứ nhất, Psilotum, chỉ bao gồm các loài thực vật nhỏ dạng cây bụi sống tại khu vực nhiệt đới khô, nói chung gọi là quyết lá thông hay lõa tùng. Chi kia, Tmesipteris, là thực vật bì sinh sống tại Australia, New Zealand, New Caledonia. Từng có tranh luận kéo dài về các mối quan hệ của họ Psilotaceae, với một số ý kiến cho rằng chúng là một dạng dương xỉ (Pteridophyta), và các ý kiến khác cho rằng chúng là các hậu duệ của các thực vật có mạch đầu tiên (Psilophyta trong kỷ Devon). Chứng cứ gần đây từ DNA chứng minh rằng chúng có mối quan hệ gần gũi hơn với các dạng dương xỉ, cụ thể là chúng có quan hệ họ hàng gần nhất với bộ Ophioglossales.
Tất cả các loài trong họ Psilotaceae đều chia sẻ một vài đặc trưng chung. Chúng là các thực vật có mạch và không có lá, thay vì thế chỉ có các chồi nhỏ, gọi là các mấu nhú. Các mấu nhú không được coi là lá thật sự do chỉ có một bó mạch ngay phía dưới chúng nhưng không ở bên trong chúng, như ở lá thật sự. Bộ Psilotales cũng không có rễ thật sự. Chúng neo vào môi trường sống bằng các rễ giả. Sự hấp thụ các chất dinh dưỡng được các loài nấm cộng sinh gọi là nấm rễ (mycorrhiza) hỗ trợ.
Ba túi bào tử hợp lại thành một nang tụ hợp (synangium), được coi là một chuỗi các cành suy thoái mạnh. Có một lớp tế bào dày trong túi phấn (tapetum), là các mô dinh dưỡng để nuôi các bào tử đang phát triển, giống như ở các thực vật bào tử thật sự điển hình. Thể giao tử trông giống như một đoạn thân nhỏ mọc ngầm dưới đất, nhưng sinh ra các túi đực và túi chứa noãn.